# 小行星8543
小行星8543（英語：8543 Tsunemi）是一颗围绕太阳公转的小行星。1993年12月15日，小林隆男在大泉天文台发现了此天体。
这颗小行星的绝对星等为115.97657等。